# Stenomacrus solidatus
Stenomacrus solidatus är en stekelart som först beskrevs av Charles Thomas Brues 1910.  Stenomacrus solidatus ingår i släktet Stenomacrus och familjen brokparasitsteklar. Inga underarter finns listade i Catalogue of Life.